# Budapest Honvéd FC
Câu lạc bộ bóng đá Budapest Honvéd (phát âm tiếng Hungary: [ˈbudɒpɛʃt ˈhonveːd ˈɛft͡seː]), thông thường có tên là Budapest Honvéd hay đơn giản là Honvéd, là một câu lạc bộ thể thao của Hungary có trụ sở đặt tại Kispest, Budapest với màu sắc đen pha đỏ. Câu lạc bộ nổi tiếng nhất với đội bóng đá. Honvéd tức là bảo vệ tổ quốc. Lúc đầu ra đời với cái tên Kispest AC, đội gắn bó với cái tên Kispest FC vào năm 1926 trước khi quay trở về với cái tên đầu tiên vào năm 1944.
Đội bóng sở hữu kỷ nguyên vàng trong thập niên 1950 khi được đổi tên là Budapesti Honvéd SE và trở thành đội bóng quân đội Hungary. Các vua phá lưới của câu lạc bộ ở thời kỳ này như Ferenc Puskás, Sándor Kocsis, József Bozsik, Zoltán Czibor và Gyula Grosics đã giúp đội bóng giành chức vô địch quốc gia Hungary 4 lần trong thập niên 1950 và cũng trở thành hạt nhân của đội tuyển quốc gia Hungary nổi tiếng với tên gọi Mighty Magyars.
Trong các thập niên 1980 và đầu thập niên 1990, câu lạc bộ lại có thêm một kỷ nguyên thành công nữa, đoạt thêm 8 chức vô địch quốc gia Hungary. Đội bóng còn giành cú đúp giải quốc gia và cúp quốc gia vào các năm 1985 và 1989. Năm 1991, câu lạc bộ được đổi tên là Kispest Honvéd FC và giữ cái tên đó đến năm 2003.
Khi được thành lập vào năm 1909, câu lạc bộ còn tranh tài ở các bộ môn đấu kiếm, đạp xe, thể dục dụng cụ, đấu vật, điền kinh, đấm bốc và quần vợt. Sau đó, các chi nhánh của Honvéd family được mở rộng thêm đội bóng nước, giờ được gọi là Groupama Honvéd, đội bóng rổ 33 lần vô địch và một đội bóng ném là quán quân của giải vô địch châu Âu vào năm 1982.

## Lịch sử hoạt động
Budapest Honvéd FC được thành lập vào năm 1909 với cái tên Kispesti AC. Tại cấp độ nội địa họ lần đầu tham dự giải vô địch quốc gia Hungary ở mùa bóng 1916–17. Đội bóng gặt hái thành công đầu tiên với chức vô địch Cúp bóng đá Hungary vào năm 1926 khi họ đánh bại Budapesti EAC trong trận chung kết.

## Sân vận động

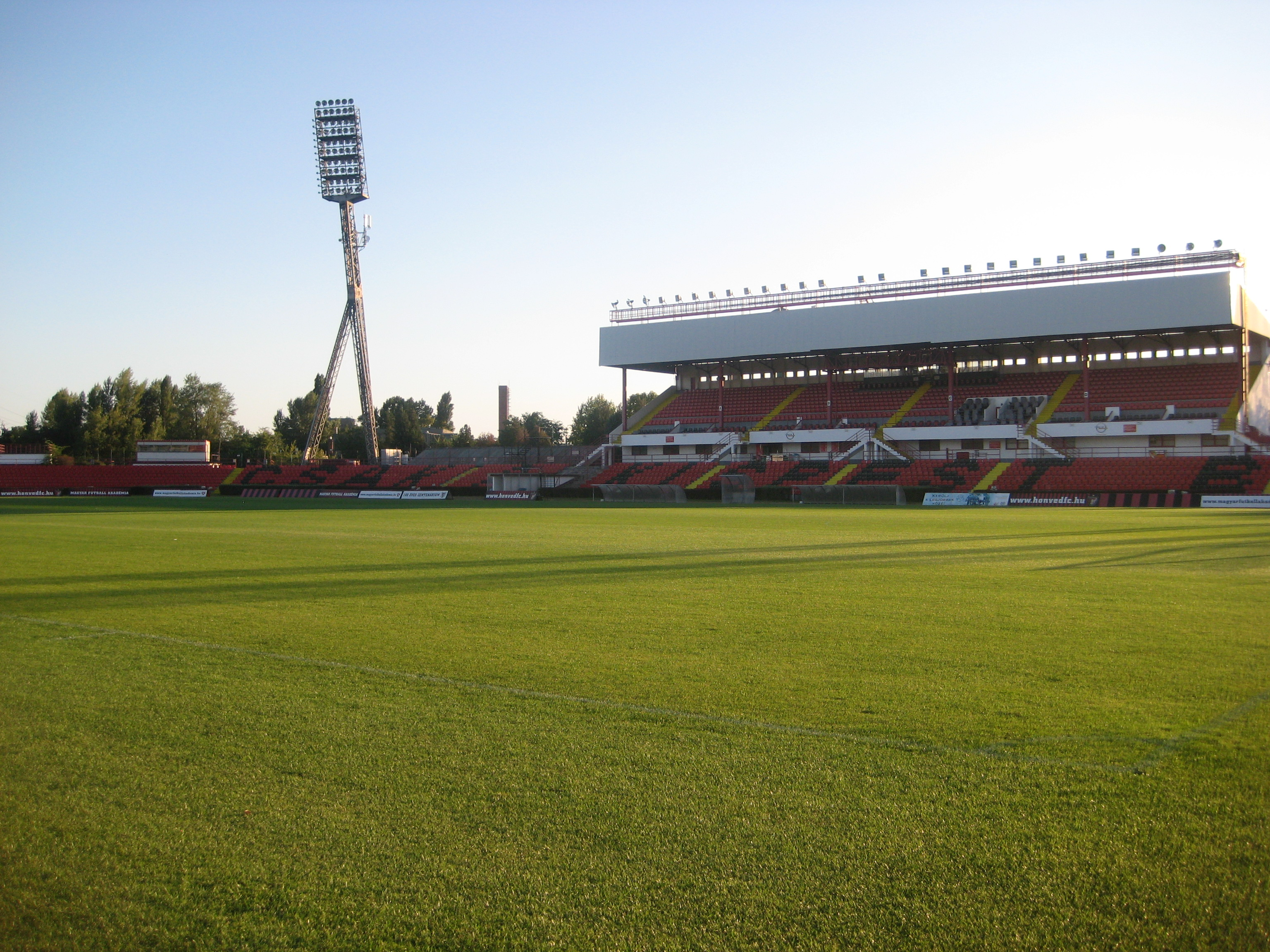
Sân vận động đầu tiên bị dỡ bỏ vào năm 2019

Sân vận động đầu tiên của Budapest Honvéd được khánh thánh vào năm 1913. Ngày 5 tháng 8 năm 2018, trận đấu cuối cùng đã diễn ra trên sân vận động này. Đó là trận thắng của Honvéd trước Paksi FC ở ngày thi đấu thứ 3 của giải bóng đá vô địch quốc gia Hungary 2018–19. Bàn thắng duy nhất được ghi bởi Danilo ở phút thứ 48. Trọng tài điều khiển trận đấu là ông Viktor Kassai. Sau đấy sân vận động bị dỡ bỏ vào năm 2019.
Sân vận động mới được khánh thành vào năm 2021. Trận đấu đầu tiên giữa Budapest Honvéd FC II và Szekszárdi UFC đã được diễn ra trong khuôn khổ giải bóng đá Hạng ba Hungary 2020–21. Sân vận động được chọn để đăng cai Giải vô địch bóng đá U-21 châu Âu 2021.

## Biểu trưng và màu sắc

### Các nhà cung cấp và tài trợ áo đấu
Bảng dưới đây ghi chi tiết các nhà cung cấp và tài trợ áo đấu cho Budapest Honvéd FC theo năm:
| Thời gian | Nhà cung cấp áo đấu | Nhà tài trợ áo đấu     |
| --------- | ------------------- | ---------------------- |
| 1990–1992 | Adidas              | Fiat                   |
| 1992–1994 | Matchwinner         | Epson                  |
| 1994–1996 | Diadora             | Gösser                 |
| 1996–1997 | Joma                | Gösser                 |
| 1997-1998 | Joma                | Faragó és Fiai Mystery |
| 1998–2000 | Umbro               | IBUSZ alapítása 1902   |
| 2000–2003 | Jako                | Wilkinson Sword        |
| 2003–2005 | Gems                | –                      |
| 2005–2006 | Macron              | –                      |
| 2006–2008 | hummel              | –                      |
| 2008–2012 | Nike                | –                      |
| 2012–2013 | Givova              | –                      |
| 2014      | Givova              | Ideasport              |
| 2014–2015 | Givova              | –                      |
| 2015–18   | Macron              | –                      |
| 2018–     | Macron              | Tippmix                |

## Danh hiệu
- Giải vô địch quốc gia Hungary
  - Vô địch (14): 1949–50, 1950, 1952, 1954, 1955, 1979–80, 1983–84, 1984–85, 1985–86, 1987–88, 1988–89, 1990–91, 1992–93, 2016–17
- Cúp bóng đá Hungary
  - Vô địch (8): 1925–26, 1964, 1984–85, 1988–89, 1995–96, 2006–07, 2008–09, 2019–20
- Cúp UEFA
  - Vòng tứ kết (1): 1979/79
- Cúp Mitropa
  - Vô địch (1): 1959

### Giao hữu
- Trofeo Ciudad de Vigo
  - Vô địch (1): 1974

### Đội trẻ
- Cúp Puskás:
  - Vô địch (5): 2010, 2011, 2012, 2015, 2016

## Cầu thủ

### Đội hình hiện tại
Tính đến 12 tháng 2 năm 2021
Ghi chú: Quốc kỳ chỉ đội tuyển quốc gia được xác định rõ trong điều lệ tư cách FIFA. Các cầu thủ có thể giữ hơn một quốc tịch ngoài FIFA.
| Số | VT | Quốc gia | Cầu thủ               |
| -- | -- | -------- | --------------------- |
| 1  | TM | Ukraina  | Oleksandr Nad         |
| 2  | HV | Bỉ       | Mohamed Mezghrani     |
| 3  | HV | Nigeria  | Eke Uzoma             |
| 4  | HV | Ba Lan   | Lukas Klemenz         |
| 5  | HV | Israel   | Nir Bardea            |
| 7  | HV | Hungary  | Bence Batik           |
| 8  | TV | Hungary  | Patrik Hidi (captain) |
| 9  | TĐ | Hungary  | Márton Eppel          |
| 11 | TV | Hungary  | Donát Zsótér          |
| 17 | TĐ | Hungary  | Norbert Balogh        |
| 18 | TM | Hungary  | András Horváth        |
| 19 | TĐ | Hungary  | Dominik Nagy          |
| 21 | TĐ | Hungary  | Lukács Bőle           |
| 22 | HV | Hungary  | Krisztián Tamás       |

| Số | VT | Quốc gia             | Cầu thủ          |
| -- | -- | -------------------- | ---------------- |
| 23 | TV | Hungary              | Bence Banó-Szabó |
| 24 | HV | Bosna và Hercegovina | Đorđe Kamber     |
| 25 | HV | Croatia              | Ivan Lovrić      |
| 27 | TV | Hungary              | Norbert Szendrei |
| 29 | TĐ | Mali                 | Boubacar Traoré  |
| 30 | HV | Albania              | Naser Aliji      |
| 31 | TV | Hungary              | Barna Kesztyűs   |
| 34 | TĐ | Barbados             | Thierry Gale     |
| 36 | HV | Hungary              | Botond Baráth    |
| 37 | TV | Hungary              | Bertalan Bocskay |
| 66 | TM | Hungary              | Attila Berla     |
| 77 | TV | Hungary              | Gergő Nagy       |
| 82 | TĐ | Hungary              | Dávid László     |
| 83 | TM | Slovakia             | Tomáš Tujvel     |

### Các cầu thủ có nhiều quốc tịch
- Đorđe Kamber
- Naser Aliji
- Ivan Lovrić
- Eke Uzoma
- Mohamed Mezghrani
- Oleksandr Nad

### Cho mượn
Ghi chú: Quốc kỳ chỉ đội tuyển quốc gia được xác định rõ trong điều lệ tư cách FIFA. Các cầu thủ có thể giữ hơn một quốc tịch ngoài FIFA.
| Số | VT | Quốc gia | Cầu thủ                                    |
| -- | -- | -------- | ------------------------------------------ |
| —  | TM | Hungary  | Gábor Megyeri (tại A.S. Roma)              |
| —  | HV | Moldova  | Artur Crăciun (tại Sfântul Gheorghe)       |
| —  | HV | Hungary  | Botond Erdélyi (tại BFC Siófok)            |
| —  | HV | Hungary  | Lóránt Fazekas (tại Békéscsaba 1912 Előre) |
| —  | HV | Hungary  | Milán Horváth (tại BFC Siófok)             |
| —  | HV | Hungary  | Zsombor Juhász (tại Gyirmót SE)            |
| —  | HV | Hungary  | Nikolasz Kovács (tại Ajka)                 |
| —  | HV | Hungary  | Attila Temesvári (tại Győri ETO FC)        |

| Số | VT | Quốc gia | Cầu thủ                                    |
| -- | -- | -------- | ------------------------------------------ |
| —  | TV | Hungary  | Hajnal Gergely (tại BFC Siófok)            |
| —  | TV | Hungary  | Gergő Irimiás (tại Ajka)                   |
| —  | TV | Hungary  | Milán Májer (tại Győri ETO FC)             |
| —  | TV | Hungary  | Dominik Soltész (tại Ajka)                 |
| —  | TV | Hungary  | Péter Tóth (tại Ajka)                      |
| —  | TV | Hungary  | Levente Zvara (tại Ajka)                   |
| —  | TĐ | Hungary  | Bálint Tömösvári (tại BFC Siófok)          |
| —  | TĐ | Hungary  | Kristóf Tóth-Gábor (tại Kazincbarcikai SC) |

### Các số áo đã treo
10 –  Ferenc Puskás, Tiền đạo (1949–56). Số áo đã treo vào tháng 7 năm 2000.

### Cựu danh thủ
Các cầu thủ có tên bị in đậm vừa thi đấu cho tuyển quốc gia vừa khoác áo Budapest Honvéd FC.
| - Abraham - József Andrusch - Benjamin Angoua - Zsolt Bárányos - Balázs Bérczy - Bertalan Bicskei - János Biri - Igor Bogdanović - József Bozsik - Kris Bright - István Brockhauser - László Budai - Gábor Bukrán - Alfi Conteh-Lacalle - Aurél Csertői - Zoltán Czibor - László Dajka - András Debreceni - Lajos Détári - Mamadou Diakité - László Disztl - Péter Disztl - Cristian Dulca | - József Duró - József Eisenhoffer - Gábor Egressy - Márton Esterházy - Emeka Ezeugo - László Farkasházy - Pál Fischer - Imre Garaba - Genito - Ivo Georgiev - Gyula Grosics - Sándor Gujdár - Emir Hadžić - Gábor Halmai - István Hamar - Zoltán Hercegfalvi - Ádám Hrepka - János Hrutka - Harmony Ikande - Béla Illés - Péter Kabát - Mihály Kincses - István Kocsis | - Lajos Kocsis - Sándor Kocsis - Imre Komora - Antal Kotász - Béla Kovács - Ervin Kovács - Kálmán Kovács - Mihály Kozma - László Kuti - Davide Lanzafame - Almiro Lobo - Gyula Lóránt - Misheck Lungu - Ferenc Machos - János Marozsán - Gábor Márton - János Mátyus - József Mészáros - Vasile Miriuță - Hélder Muianga - Antal Nagy (1944) - Antal Nagy (1956) - Norbert Németh | - István Nyers - Sándor Pintér - István Pisont - Attila Plókai - Ferenc Puskás - László Pusztai - István Sallói - Ferenc Sipos - Lajos Szűcs - Ákos Takács - Zoltán Takács - Lajos Tichy - Sándor Torghelle - Mihály Tóth - József Varga - Gábor Vincze - István Vincze - Paulo Albarracín - Bruno Enríquez - César Mayuri - Dragan Vukmir - Lukáš Zelenka - Zalán Zombori |

## Đội ngũ nhân sự

### Ban lãnh đạo
| Vị trí                 | Tên                             |
| ---------------------- | ------------------------------- |
| Chủ sở hữu             | Zoltán Bozó & Dániel Mendelényi |
| Giám đốc điều hành     | Gábor Kun                       |
| Giám đốc quản lý       | Pál Gács                        |
| Giám đốc tiếp thị      | Azurák Csaba                    |
| Giám đốc kĩ thuật      | Tamara Németh                   |
| Giám đốc bóng đá       | István Urbányi                  |
| Giám đốc liên lạc      | Benedek Rác                     |
| Giám đốc tài chính     | Mária Takács                    |
| Giám đốc bệnh viện     | Sándor Hólé                     |
| Tổng biên tập          | Dénes Éless                     |
| Quản lý cơ sở vật chất | Judit Kuskó                     |
| Cán bộ báo chí         | Kálmán Kaszás                   |

### Đội ngũ chuyên môn ở đội một
| Vị trí                         | Tên                |
| ------------------------------ | ------------------ |
| Huấn luyện viên trưởng         | István Pisont      |
| Trợ lý huấn luyện viên         | Tamás Györök       |
| Huấn luyện viên                | László Dajka       |
| Huấn luyện viên thủ môn        | Ádám Vezér         |
| Trợ lý huấn luyện viên thủ môn | Viktor Szentpéteri |
| Huấn luyện viên thể lực        | Tamás Mezei        |
| Huấn luyện viên thể lực        | István Nagy        |
| Chuyên gia thể lực             | Buda Lajtaváry     |
| Chuyên gia thể lực             | Dániel Fodor       |
| Chuyên gia thể lực             | Norbert Hollósi    |
| Chuyên gia vật lý trị liệu     | Attila Hajdú       |
| Trinh sát đối thủ              | Lajos Szurgent     |
| Chuyên gia phân tích video     | Balázs Sinkó       |
| Quản lý áo đấu                 | Róbert Pandur      |

## Chủ sở hữu
- 2006-2019:  Quinex America LLC (George F Hemingway)
- 2019–nay:  Reditus Equity (Zoltán Bozó)[5][6][7]